# Shiver
«Shiver» (с англ. — «Дрожь») — песня британской рок-группы Coldplay из их дебютного альбома Parachutes 2000 года, спродюсированная британским продюсером Кеном Нельсоном и самим квартетом.
Вокалист Крис Мартин признавался, что композиция, написанная в 1998 году, посвящена определённой женщине; текст «Shiver» отсылает к его безответной любви. Существует несколько предположений, кому фронтмен мог её посвятить. На музыкальную составляющую трека повлиял американский певец и автор песен Джефф Бакли.
Композиция была выпущена 26 октября 2000 года как ведущий сингл альбома в Великобритании и второй в США после сингла «Yellow». Песня достигла 35-го места в UK Singles Chart и в целом была положительно воспринята критиками. В 2003 году песня «Shiver» вошла в концертный альбом Coldplay Live 2003.

## История создания
Композиция «Shiver» была написана за два года до её выпуска в составе дебютного альбома группы, Parachutes. Предположительно Крис Мартин написал песню, думая об австралийской певице Натали Имбрулье, с которой он некоторое время состоял в романтических отношениях, однако сам он данную версию отрицал. По признанию Мартина, он написал эту песню в «хмурый» день, когда чувствовал, что никогда не найдёт «подходящую» женщину. Фронтмен описал композицию как «песню о навязчивых мыслях», признавая, что трек написан для конкретной женщины.
Песня была записана в Rockfield Studios в Уэльсе, куда группа была приглашена представителем A&R Дэном Килингом для работы над Parachutes. Килинг был разочарован представленными ему ранними демозаписями, заявив, что в них «не было ни страсти коллектива, ни его энергии». Килинг посчитал демо «вялыми» и попросил группу переделать их. Часть песни была записана в студии Parr Street Studios в Ливерпуле, куда группа переехала после Рождества 1999 года.

## Композиция

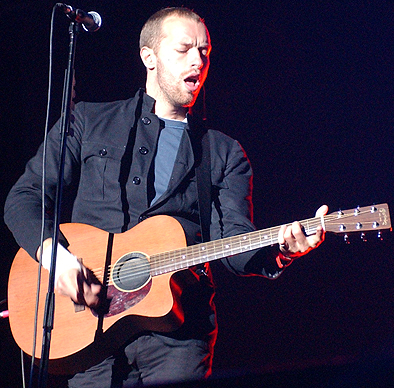
Крис Мартин в 2003 году

Песня была спродюсирована самой группой Coldplay и британским продюсером Кеном Нельсоном. Как и в случае с большинством песен альбома, при записи «Shiver» Нельсон использовал аналоговую консоль. Гитарная партия была перезаписана несколько раз; Мартин специально расстраивал свою гитару с целью более лёгкой генерации сложных аккордов. Группа выбрала вокальную партию Мартина, которая была записана единым дублем, несмотря на то, что вокал был записан более одного раза.
«Shiver» написана в си-мажоре с темпом 78 ударов в минуту. Жанры композиции — альтернативный рок и пост-брит-поп. На «Shiver» повлияло творчество Джеффа Бакли, которым вдохновлялись музыканты в период записи дебютного альбома. Позже Мартин сказал, что это была «грубоватая попытка повторить Джеффа Бакли, причём не слишком хорошая».

## Выпуск и приём
Песня «Shiver» была выпущена в качестве ведущего сингла из Parachutes в Великобритании 6 марта 2000 года, за несколько месяцев до выхода альбома. Сингл был включён в списки B-play на некоторых известных европейских радиостанциях. В США песня была выпущена вторым синглом после хита «Yellow» 10 апреля 2001 года. В 2008 году веб-сайт IGN продемонстрировал видео на Games Convention в Лейпциге, заявив, что «Shiver» включена в саундтрек компьютерной игры Guitar Hero World Tour. «Shiver» является первой песней Coldplay, выпущенной отдельным синглом. Композиция постоянно исполняется на концертах группы с 1999 года. Весной 2000 года трек была выпущен как мини-альбом.
Песня получила тёплый приём. Она заняла 35-е место в UK Singles Chart, а также 26-е в американском чарте Hot Modern Rock Tracks журнала Billboard. Критики также похвалили композицию. Адриан Деннинг в своём обзоре на Parachutes написал: «Вокальная партия „Shiver“ могла быть создана под влиянием Джеффа Бакли, парящий вокал доставляет удовольствие по сравнению с инструментальным треком, основанным на гитарной рок-музыке». Обзор Дэвида ДеВоу в Hybrid Magazine гласит: «„Shiver“ — восхитительно непринуждённая композиция, полная великолепного гитарного звука, за который я навсегда полюбил эту группу». Спенсер Оуэн из Pitchfork отметил: «Это единственная по-настоящему достойная песня на Parachutes, но в то же время единственная [песня], которая явно демонстрирует истоки своего звучания».

### Итоговые списки
NME и Spin включили «Shiver» в свои списки «Лучших песен 2000 года» на 63-е и 24-е место соответственно.
| Издатель | Год  | Название                    | Позиция | Источник |
| -------- | ---- | --------------------------- | ------- | -------- |
| NME      | 2016 | «Лучшие треки 2000 года»    | 63      | [ 16 ]   |
| Spin     | 2020 | «50 лучших песен 2000 года» | 24      | [ 17 ]   |

### Видеоклип
Видеоклип на «Shiver» был снят английским кинорежиссёром и оператором Грантом Джи. В нём Coldplay выступают в небольшой студии. Жёлтый глобус с обложки Parachutes можно увидеть на усилителе. Музыкальное видео получило широкую известность на MTV.

## Список композиций
| №  | Название                  | Длительность |
| -- | ------------------------- | ------------ |
| 1. | «Shiver»                  | 5:02         |
| 2. | «For You»                 | 5:45         |
| 3. | «Careful Where You Stand» | 4:47         |

## Участники записи
Согласно буклету к виниловому синглу, все четыре участника Coldplay считаются соавторами «Shiver»:
- Крис Мартин — вокал, ритм-гитара
- Джонни Бакленд — соло-гитара
- Гай Берримен — бас-гитара
- Уилл Чемпион — ударные

## Позиции в хит-парадах
| Хит-парад (2000—2001) | Высшая позиция |
| --------------------- | -------------- |
| Австралия             | 57             |
| Великобритания        | 35             |
| Нидерланды            | 100            |
| США                   | 26             |
| Шотландия             | 45             |